# Stenocereus
Stenocereus (укр. Стеноцереус) — рід сукулентних рослин з родини кактусових.

## Етимологія
Назва цього роду походить від грецького слова грец. stenos — вузький) і латинського лат. cereus — свічка.

## Розповсюдження
Ареал Stenocereus охоплює півострів Каліфорнія і інші частини Мексики, Аризону, Колумбію, Коста-Рику, Гватемалу, Венесуелу і ABC острови Голландських Кариб.

## Історія систематики
Цей рід розширили шляхом додавання видів з деяких інших родів. Близькими родичами є Peculiar chinoa та Polaskia chende.

## Морфологічний опис
Квітки зазвичай ростуть поблизу вершечка стебла і в основному розпускаються вночі. Вони легко утворюються, але ростуть повільно.
Плоди схожі на плоди пітайї. Плоди виду Stenocereus gummosus кислі на смак і дуже освіжають. Їх дуже полюбляють люди Сері з північно-західної Мексики. Їх поширена іспанська назва — pitaya agria, що перекладається як Кисла пітайя. Плоди виду Stenocereus griseus, який місцеве населення називає iguaraya, вживають в їжу люди Вайю з півострова Гуахіра (Колумбія).

## Утримання в культурі
Stenocereus часто використовують як декоративні рослини в гарячих і посушливих регіонах, і деякі види вирощують як плодові культури.
Внутрішня частина стовбурів Stenocereus часто стає дуже твердою та подібною до тростини. Її можна використовувати в деяких видах будівництв. Люди Вайю використовують їх для будівництва стін мазанок. Цей спосіб будівництва вони називають yotojoro, так само як і ці деревоподібні «тростини».

## Обрані види
- Stenocereus alamosensis
- Stenocereus aragonii
- Stenocereus beneckei
- Stenocereus eruca
- Stenocereus griseus
- Stenocereus gummosus
- Stenocereus hollianus
- Stenocereus montanus
- Stenocereus pruinosus
- Stenocereus queretaroensis
- Stenocereus stellatus
- Stenocereus thurberi

## Синоніми роду
- Hertrichocereus Backeb.
- Isolatocereus Backeb.
- Machaerocereus Britton & Rose
- Marshallocereus Backeb.
- Neolemaireocereus Backeb.
- Rathbunia Britton & Rose
- Ritterocereus Backeb.

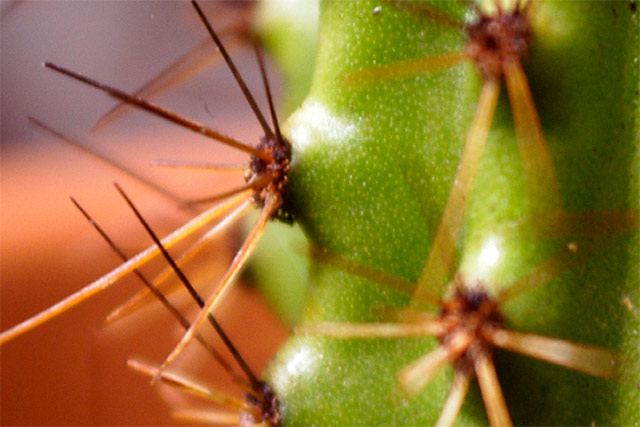
Вигляд Stenocereus thurberi (S. thurberi) зблизька
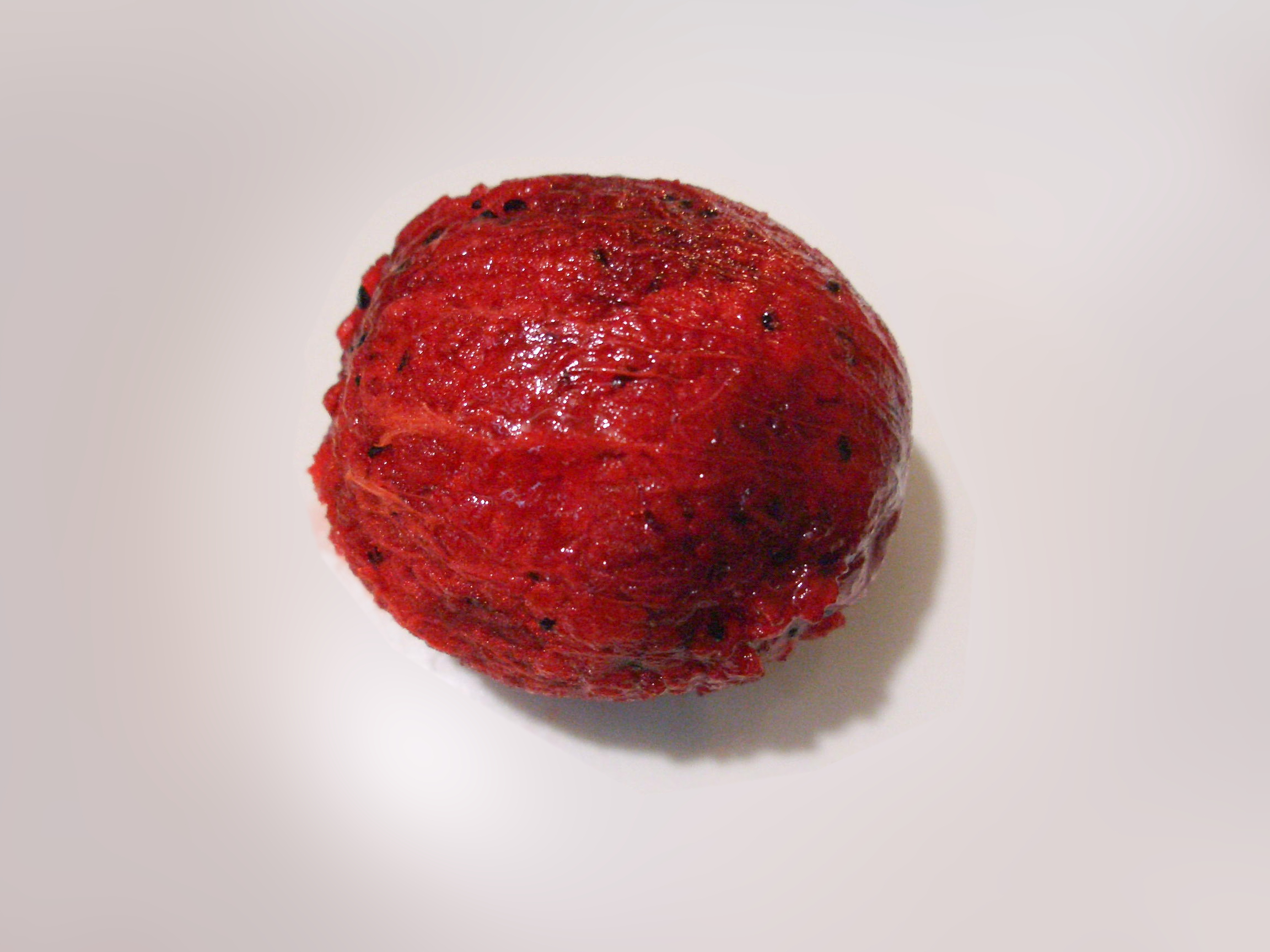
Плід Stenocereus queretaroensis готовий до споживання
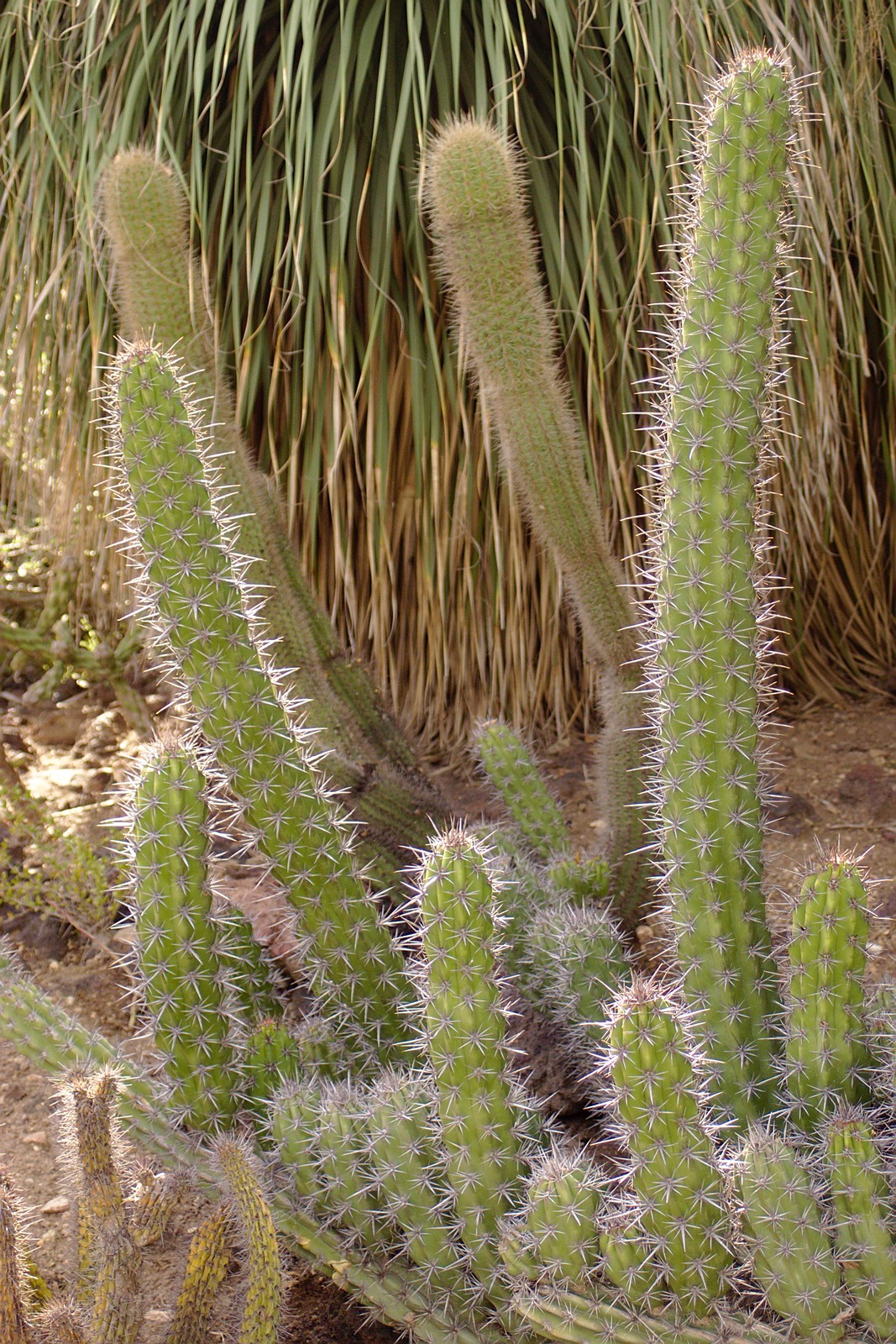
Stenocereus gummosus в Huntington Desert Garden.
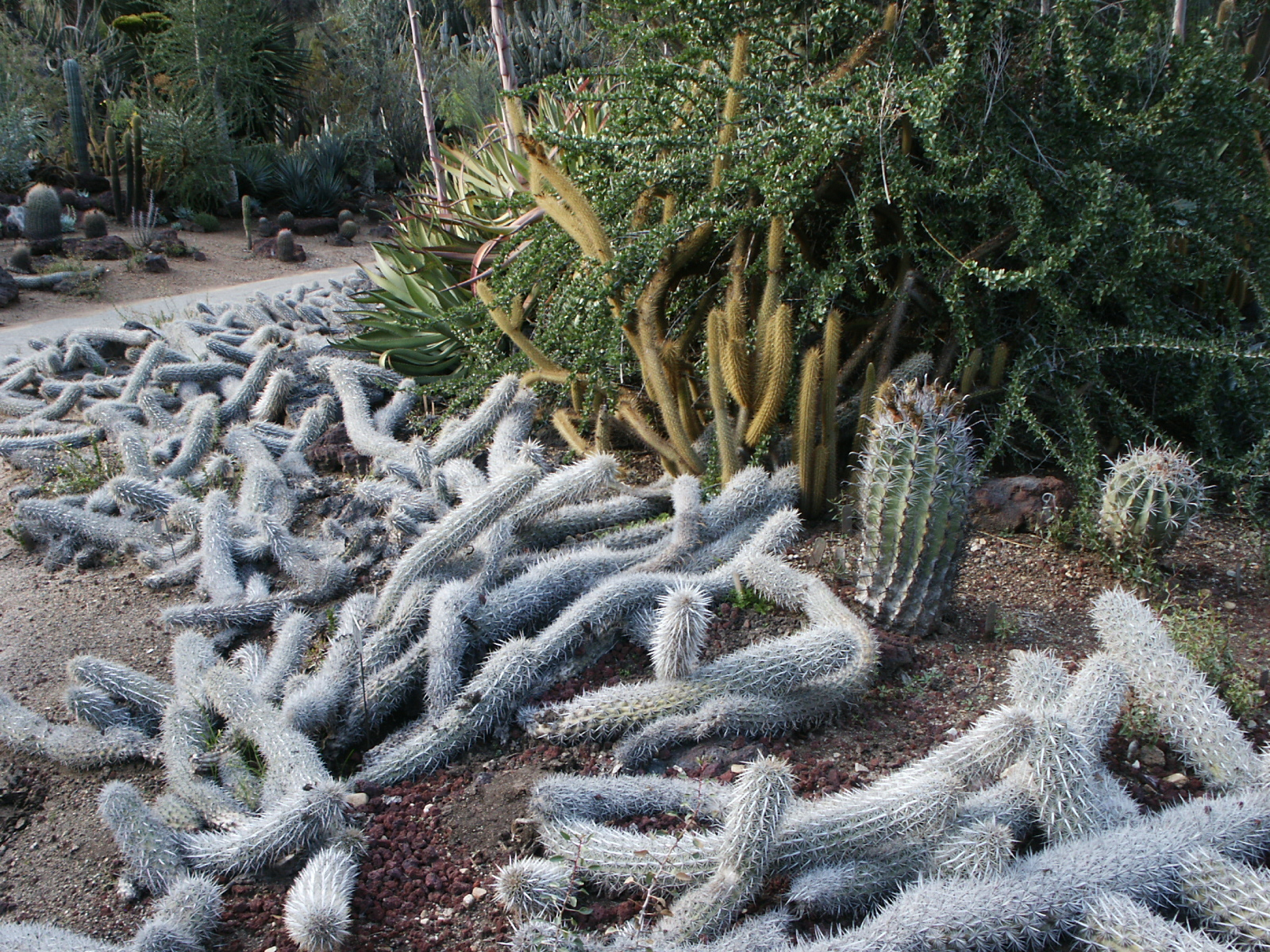
Stenocereus eruca